# Thepchaiya Un-Nooh
Thepchaiya Un-Nooh (ur. 18 lipca 1985) – tajski snookerzysta, zawodnik, który prawo gry w gronie profesjonalistów otrzymał w sezonie 2009/2010. Szybko utracił swoje miejsce w elicie snookera, lecz w sezonie 2012/2013 powrócił do grona najlepszych zawodników. Plasuje się na 47. miejscu pod względem zdobytych setek w profesjonalnych turniejach, w sierpniu 2025 miał ich łącznie 196.
W 2002 roku wygrał swój pierwszy turniej. Został wówczas Mistrzem Tajlandii podczas turnieju organizowanego dla uczniów szkół.
5 lat później, biorąc udział w Southeast Asian Games, zdobył drugie miejsce w turnieju snookerowym rozgrywanym na sześciu czerwonych bilach.
Rok później, w lipcu dotarł do finału turnieju Korat Cup, gdzie lepszy okazał się jego rodak, James Wattana. Mecz zakończył się rezultatem 5-2 dla bardziej doświadczonego zawodnika.
Kilka miesięcy później, zawodnik zwyciężył w organizowanych w Austrii Mistrzostwach Świata Amatorów. W finałowym spotkaniu pokonał Irlandczyka Colm Gilcreesta. Dzięki zwycięstwu w zawodach otrzymał zaproszenie do udziału w trzech ostatnich odsłonach turnieju PIOS, z czego wygrał jeden.
Swój pierwszy sezon w gronie profesjonalistów nie poszedł po jego myśli, Thepchaiya nie radził sobie z zawodnikami z wyższej półki i musiał opuścić grono zawodowców po zakończeniu swojego pierwszego sezonu. Godne uwagi były występy Taja w kwalifikacjach do UK Championship 2009, gdzie przegrał w ostatniej rundzie kwalifikacji z Gerardem Greenem oraz podczas World Open 2010, gdzie udało się mu awansować do fazy telewizyjnej, z którą pożegnał się po porażce z Alim Carterem 1:3.
W listopadzie 2010 roku wziął udział w rozgrywkach Asian Games i zdobył wraz z reprezentacją brązowy medal w snookerze (złoto – Chiny, srebro – Indie). Thepchaiya otrzymał krajową nominację do Main Touru na sezon 2012/2013.
Powrót do grona zawodowców Taj nie może wspominać najlepiej. Porażka w kwalifikacjach do Wuxi Classic 2012 w drugiej rundzie, oraz do Australian Goldfields Open 2012 w trzeciej rundzie nie wróżyły zbyt dobrze na dalszą część sezonu. Podczas Mistrzostwa Świata w Snookerze na Sześciu Czerwonych 2012 zawodnik rozegrał bardzo dobre zawody wygrywając 3 spotkania i awansują do fazy pucharowej. Tam lepszy okazał się jednak jego rodak Thanawat Thirapongpaiboon, który pokonał Thepchaiya 6:5.
Swój największy sukces jak do tej pory osiągnął podczas Paul Hunter Classic, gdzie w 2012 dotarł do 1/16, gdzie lepszy okazał się Barry Hawkins.
W kwalifikacjach do World Open 2013 po raz kolejny grał znakomicie w drodze do czwartej rundy, tracąc zaledwie dwa frejmy. W spotkaniu decydującym o awansie do fazy zasadniczej dość sromotnie, bo do zera, przegrał z Ryanem Dayem. Mimo iż Thepchaiya sezon mógł zaliczyć do udanych, to występ w kwalifikacjach do najważniejszej imprezy w snookerowym kalendarzu nie wyszedł mu najlepiej. Ostatecznie uplasował się na 69. pozycji w rankingu oficjalnym.
Sezon 2013/2014 również rozpoczął od kilku porażek. Ta pierwsza nastąpiła już w pierwszej rudzie eliminacji do Wuxi Classic 2013, gdzie lepsza w deciderze okazała Reanne Evans.
Pierwszy dobry występ to Mistrzostwa Świata w Snookerze na Sześciu Czerwonych 2013, gdzie z dwoma zwycięstwami awansował do fazy pucharowej, gdzie musiał uznać wyższość Johna Higginsa.
Dobry występ Taj zanotował także podczas kwalifikacji do International Championship 2013, gdzie pokonał po drodze Gerard Greenea oraz Zhang Andae. W głównym turnieju musiał uznać wyższość Austrlijczyka Neil Robertsona.
Warte odnotowanie jest także udział Taja w zawodach Snooker Shoot Out 2013, gdzie lepszy od niego okazał się Mark Davis dopiero w 1/16.
Końcówka sezonu to bardzo dobre występy Thepchaiya podczas zawodów w Chinach. Najpierw Taj awansował do 1/16 World Open 2014, odpadając po porażce z Graeme Dottem 2:5. Wcześniej odprawił do domu takich zawodników jak Andrew Higginson, Stephen Maguire oraz Peter Lines.
W kolejnym turnieju Taj stawiał opór Chińczykowi Ding Junhui w 1/32, jednak ten wygrał 5:3, odsyłając Taja do domu. W drodze do 1/32, Un-Nooh wygrał spotkania z Kenem Dohertym 5:0 oraz z Benem Woollaston 5:1.
Podczas kwalifikacji do mistrzostw świata okazał się lepszy od Szwajcara Ursenbachera, jednak w kolejnej rudzie lepszy okazał się Matthew Selt, ogrywając Taja 10:2.
Sezon 2014/2015 zawodnik rozpoczął z wysokiego C, dochodząc do 1/16 Asian Tour Turniej 1. Odpadł dopiero po jednostronnym pojedynku, zakończonym wynikiem 0:4 na korzyść Jamie Burnetta.
Kolejne dwa turnieje: Wuxi Classic 2014 oraz Australian Goldfields Open 2014 to mecze oddane walkowerem.
Dwa pierwsze turnieje Players Tour Championship 2014/2015 to minimalne porażki Taja w drugiej rundzie, odpowiednio z Marco Fu oraz Aditya Mehta.
Kolejny występ to porażka 5:6 w 1/32 fazy pucharowej z Heydari Nezhad Ehsan podczas Mistrzostw Świata w Snookerze na Sześciu Czerwonych 2014. Un-Nooh przegrał tylko jedno grupowe spotkanie z Robertem Milkinsem, a pokonał między innymi zwycięzcę grupy, Shauna Murphy 5:3.
Następnie zawodnik przystąpił do kwalifikacji Shanghai Masters 2014. Zaczynając rywalizację w drugiej rundzie, odpadł dopiero w czwartej po meczu z Markiem Williamsem 3:5.
Kolejny rankingowy turniej, do którego przystąpił, to International Championship 2014. W kwalifikacja Andrew Norman musiał uznać wyższość rywala. Pierwsza runda turnieju głównego to jednak porażka z Irlandczykiem O’Brienem w decydującym frejmie.
Podczas European Tour 2014/2015 – Turniej 4 dotarł do 1/32, mecz rozstrzygnął się na czarnej bili w decydującym frejmie, a Chris Wakelin pokonał Azjatę 4:3.
Następnie przyszła kolej na prestiżowy turniej UK Championship 2014, w którym Taj zmierzył się z Finem Robinem Hullem. Pomimo iż Taj w tym spotkaniu wbił dwa breaki 100+, ostatecznie o awansie zadecydował decider, w którym to lepszy okazał się zawodnik ze Skandynawii.
European Tour 2014/2015 – Turniej 5 to porażka w drugiej rundzie z Trumpem 0:4.
Podczas kwalifikacji do German Masters 2015 zawodnik odpadł już w 1 rundzie z Seanem O’Sullivanem.
W sezonie 2018/2019 tajski zawodnik osiągnął pierwsze zwycięstwo w turnieju rankingowym, wygrywając 24 lutego 2019 roku 74-0 z Michaelem Holtem w finale rozgrywanego w Watford Snooker Shoot Out. Un-Nooh w meczu półfinałowym tego turnieju wbił najwyższego breaka w jego historii – 139 punktów.